# Liechtenstein aux Jeux olympiques
Le Liechtenstein participe aux Jeux olympiques pour la première fois aux Jeux olympiques d'hiver de 1936 et a envoyé des athlètes à chacun des Jeux d’hiver (sauf en 1952) et des Jeux d’été (sauf en 1956 et en 1980)  depuis cette date. 
Le pays a remporté un total de dix médailles, toutes en ski alpin. Sept de ces médailles ont été remportées par la même famille : Hanni Wenzel a gagné deux fois l’or, une fois l’argent et une fois le bronze, son frère Andreas a gagné une médaille d’argent et une de bronze, et sa fille Tina a été bronzée une fois.
C’est la seule nation qui n’a remporté des médailles qu’aux Jeux olympiques d’hiver, mais aucune aux Jeux olympiques d’été. Le Liechtenstein est également le pays qui a remporté le plus de médailles olympiques par habitant.
Le Comité national olympique du Liechtenstein a été créé en 1935 et a été reconnu par le Comité international olympique (CIO) la même année.
Xaver Frick, un membre fondateur du CNO du pays, est le seul athlète du Liechtenstein qui a participé aux Jeux d’été et aux Jeux d’hiver.

## Médaillés
| Médaille | Nom            | Jeux             | Sport     | Épreuve             |
| -------- | -------------- | ---------------- | --------- | ------------------- |
| Bronze   | Willi Frommelt | Innsbruck 1976   | Ski alpin | Slalom hommes       |
| Bronze   | Hanni Wenzel   | Innsbruck 1976   | Ski alpin | Slalom femmes       |
| Or       | Hanni Wenzel   | Lake Placid 1980 | Ski alpin | Slalom géant femmes |
| Or       | Hanni Wenzel   | Lake Placid 1980 | Ski alpin | Slalom femmes       |
| Argent   | Hanni Wenzel   | Lake Placid 1980 | Ski alpin | Descente femmes     |
| Argent   | Andreas Wenzel | Lake Placid 1980 | Ski alpin | Slalom géant hommes |
| Bronze   | Andreas Wenzel | Sarajevo 1984    | Ski alpin | Slalom géant hommes |
| Bronze   | Ursula Konzett | Sarajevo 1984    | Ski alpin | Slalom femmes       |
| Bronze   | Paul Frommelt  | Calgary 1988     | Ski alpin | Slalom hommes       |
| Bronze   | Tina Weirather | PyeongChang 2018 | Ski alpin | Super-G femmes      |

### Par année
| Année            | Athlètes          | Médaille d'or, Jeux olympiques | Médaille d'argent, Jeux olympiques | Médaille de bronze, Jeux olympiques | Total             | Rang              |
| Berlin 1936      | 6                 | 0                              | 0                                  | 0                                   | 0                 | -                 |
| Londres 1948     | 2                 | 0                              | 0                                  | 0                                   | 0                 | -                 |
| Helsinki 1952    | 2                 | 0                              | 0                                  | 0                                   | 0                 | -                 |
| Melbourne 1956   | N’a pas participé | N’a pas participé              | N’a pas participé                  | N’a pas participé                   | N’a pas participé | N’a pas participé |
| Rome 1960        | 5                 | 0                              | 0                                  | 0                                   | 0                 | -                 |
| Tokyo 1964       | 2                 | 0                              | 0                                  | 0                                   | 0                 | -                 |
| Mexico 1968      | 2                 | 0                              | 0                                  | 0                                   | 0                 | -                 |
| Munich 1972      | 6                 | 0                              | 0                                  | 0                                   | 0                 | -                 |
| Montréal 1976    | 9                 | 0                              | 0                                  | 0                                   | 0                 | -                 |
| Moscou 1980      | N’a pas participé | N’a pas participé              | N’a pas participé                  | N’a pas participé                   | N’a pas participé | N’a pas participé |
| Los Angeles 1984 | 13                | 0                              | 0                                  | 0                                   | 0                 | -                 |
| Séoul 1988       | 12                | 0                              | 0                                  | 0                                   | 0                 | -                 |
| Barcelone 1992   | 7                 | 0                              | 0                                  | 0                                   | 0                 | -                 |
| Atlanta 1996     | 2                 | 0                              | 0                                  | 0                                   | 0                 | -                 |
| Sydney 2000      | 2                 | 0                              | 0                                  | 0                                   | 0                 | -                 |
| Athènes 2004     | 1                 | 0                              | 0                                  | 0                                   | 0                 | -                 |
| Pékin 2008       | 2                 | 0                              | 0                                  | 0                                   | 0                 | -                 |
| Londres 2012     | 3                 | 0                              | 0                                  | 0                                   | 0                 | -                 |
| Rio 2016         | 3                 | 0                              | 0                                  | 0                                   | 0                 | -                 |
| Tokyo 2020       | 5                 | 0                              | 0                                  | 0                                   | 0                 | -                 |
| Total            | 79                | 0                              | 0                                  | 0                                   | 0                 | -                 |

| Année                       | Athlètes          | Médaille d'or, Jeux olympiques | Médaille d'argent, Jeux olympiques | Médaille de bronze, Jeux olympiques | Total             | Rang              |
| Garmisch-Partenkirchen 1936 | 4                 | 0                              | 0                                  | 0                                   | 0                 | -                 |
| Saint-Moritz 1948           | 10                | 0                              | 0                                  | 0                                   | 0                 | -                 |
| Oslo 1952                   | N’a pas participé | N’a pas participé              | N’a pas participé                  | N’a pas participé                   | N’a pas participé | N’a pas participé |
| Cortina d’Ampezzo 1956      | 8                 | 0                              | 0                                  | 0                                   | 0                 | -                 |
| Squaw Valley 1960           | 3                 | 0                              | 0                                  | 0                                   | 0                 | -                 |
| Innsbruck 1964              | 6                 | 0                              | 0                                  | 0                                   | 0                 | -                 |
| Grenoble 1968               | 9                 | 0                              | 0                                  | 0                                   | 0                 | -                 |
| Sapporo 1972                | 4                 | 0                              | 0                                  | 0                                   | 0                 | -                 |
| Innsbruck 1976              | 6                 | 0                              | 0                                  | 2                                   | 2                 | 14e               |
| Lake Placid 1980            | 7                 | 2                              | 2                                  | 0                                   | 4                 | 6e                |
| Sarajevo 1984               | 10                | 0                              | 0                                  | 2                                   | 2                 | 16e               |
| Calgary 1988                | 13                | 0                              | 0                                  | 1                                   | 1                 | 16e               |
| Albertville 1992            | 7                 | 0                              | 0                                  | 0                                   | 0                 | -                 |
| Lillehammer 1994            | 10                | 0                              | 0                                  | 0                                   | 0                 | -                 |
| Nagano 1998                 | 8                 | 0                              | 0                                  | 0                                   | 0                 | -                 |
| Salt Lake City 2002         | 8                 | 0                              | 0                                  | 0                                   | 0                 | -                 |
| Turin 2006                  | 5                 | 0                              | 0                                  | 0                                   | 0                 | -                 |
| Vancouver 2010              | 6                 | 0                              | 0                                  | 0                                   | 0                 | -                 |
| Sotchi 2014                 | 4                 | 0                              | 0                                  | 0                                   | 0                 | -                 |
| Pyeongchang 2018            | 6                 | 0                              | 0                                  | 1                                   | 1                 | 28e               |
| Pékin 2022                  | 2                 | 0                              | 0                                  | 0                                   | 0                 | -                 |
| Total                       | 126               | 2                              | 2                                  | 6                                   | 10                | 26e               |

### Par sport
| Place | Sport     | Médaille d'or, Jeux olympiques | Médaille d'argent, Jeux olympiques | Médaille de bronze, Jeux olympiques | Total | Rang |
| 1     | Ski alpin | 2                              | 2                                  | 6                                   | 10    | 12e  |
| Total | Total     | 2                              | 2                                  | 6                                   | 10    | 26e  |